# Entin
Entin je priimek več oseb:
- David Abramovič Entin, sovjetski general
- Gary Entin, ameriški igralec
- Jurij S. Entin, ruski pesnik